# عين الأزرق
عين الأزرق أو العين الزرقاء، هي عين ماء في المدينة المنورة بالمملكة العربية السعودية. بنيت العين في عهد بني أمية بأمر من الخليفة معاوية بن أبي سفيان، وأشرف على إنشائها والي المدينة آنذاك مروان بن الحكم، وسميت العين بالزرقاء لزرقة عيني مروان بن الحكم. كانت العين تعتبر المصدر الأساسي للشرب لسكان المدينة منذ إنشائها في سنة 51 للهجرة.

## حفر العين وتمديد القناة
في سنة 51 للهجرة وجه الخليفة الأموي الأول معاوية أمراً لواليه على المدينة مروان بن الحكم لإنشاء العين. حفرت العين في منطقة تقع جنوب غرب مسجد قباء. بعد حفر العين، شقت قناة منها إلى شمال المدينة وغطيت وجعل عليها فتحات تسمى «الديول» للاستسقاء منها. بنيت القناة بشكل يمنع من تلوثها، بحيث أصبحت مشرب أهل المدينة أجمعهم لأنها تعتبر نهراً متدفقاً لكثرة ما يصب فيها من العيون.
العين تجري من تحت الأرض بعمق 4 إلى 5 أمتار، ويصب فيها كل من عيون أريس، والرباط، والشلالين، والبويرة، والغربال، والسدارة، والقليجة، والسقاف. تجري العين وتصب في مناهل بالقرب من المسجد النبوي لتستخدم في الشرب فقط، وفي السابق كانت تقوم عدة عائلات على تنظيف القناة بشكل مستمر.

## في العهد السعودي
في سنة 1376 للهجرة، أنشئت السعودية إدارة خاصة بالعين سميت باسم «إدارة العين الزرقاء» وتتبع الشؤون البلدية والقروية وتقوم بتقديم الخدمات اللازمة، حيث حفرت عدة آبار للسقيا سميت «مناهل سعود»، وأنشئت شبكة مياه وخزانات بالقرب من العين.، وقد تأسست هذه الإدارة بأمرٍ من الملك عبدالعزيز سنة 1344هـ حين رأى معاناة حجاج بيت الله الحرام في طلب الماء، كما عينت أيضاً هيئة مشرفة على شؤون المياه ورصد العين الزرقاء، وأول رئيس لهذه الإدارة زين الدين عابدين مدني، واعضاؤها محمد حسن سمان، وإبراهيم هاشم، ويوسف حواله، وعبد العزيز الخريجي، وحسين جياد، ومحمود ديولي، وعشيق مخرج.، ولقد أسهمت اللجنة الخاصة بإدارة العين في وضع كباسات للماء في شوارع المدينة مما سهل للناس الحصول على المياه.، وقد تم إنشاء خزانين سعة كل واحد منهما سبعمائة طن وخمسون طناً، وقد أنشئ في قباء عند منبع العين الزرقاء، ورُكب على المنبع طلمبتان كل طلمبة ذات 8 بوصة تُدار بواسطة ماكينتين كبيرتين قوة كل منهما 36 حصاناً لرفع المياه من المنبع للخزانات، ومد خط المواسير قطرها 12 بوصة تتدفق منها المياه إلى المدينة المنورة، وأصبح السكان الذين في الجهات التي امتدت إليها الخطوط الفرعية يتناولون مياه شربهم من الصنابير التي انتشرت بشكل مجاميع في تلك الجهات دون عناء أو تعب.، وفي تاريخ 17/ 5/ 1398هـ صدر قرار مجلس الوزراء برقم 4206 يقضي بتأسيس مصلحة المياه والمجاري في المدينة المنورة على أن تكون ذات شخصية مستقلة لها مجلس إدارة يترأسه أمير المدينة آنذاك، وتم تعيين مدير عام للمصلحة يتولى إدارتها إدارياً ومالياً وفنياً، ويتولى دراسة وإنجاز مشاريعها من الوجهة الفنية رغبةً في توفير مياه الشرب، وهي تابعة للأحوال المالية في وزارة المالية والاقتصاد الوطني.

## مهمتها
- تأمين الماء للحجاج عن طريق الأنابيب، وبالبوايتات للمناطق التي لم يصلها الماء بالأنابيب والكباسات.
- تعمل على توصيل الماء بالمواسير للدور والمصانع والمؤسسات وقيمة الطن في بداياته ستة قروش، وكان مقرها عمارة البنك الأهلي التجاري.[6]

## الأماكن التي تُسقى من العين
- حديقة المرجلين والمشرفية حيث تقعان خارج باب قباء
- المراكشية والحجازية والمحمودية وتقعان داخل السور بالمناخة
- الحمام المعروف بحمام الترجمان الواقع أمام دار الحكومة
- الحمام المعروف بحمام الصدر الأعظم محمد باشا الشهيد الواقع بحارة ذروان
- حديقة البري الواقعة أمام مسجد الغمامة
- حديقة السيد أسعد الواقعة خارج الباب الشامي
- حديقة المرجانية داخل المدينة.[7]

## قالوا عنها
قال ابن بطوطة عنها في رحلته «تحفة النظار في غرائب الأمصار وعجائب الأسفار»: وأصلها من بئر معروفة بقباء، غربي المسجد، في حديقة نخل، وهي بئر واسعة الأرجاء، محكمة البناء، متقنة الأطواء، متوسطة الرشاء، عذبة الماء، يظهر منها هذا الماء الكثير، ويجري في أقتاءٍ تحت الأرض إلى المصلى، وقال عنها الرحالة البتانوني في كتابه «الرحلة الحجازية»: وأهل المدينة يشربون من آبار كثيرة ولكن ماؤها الذي عليه مدار سقياها يأتي إليها من مواسير من عين غربي مسجد قباء وهذه العين تسمى العين الزرقاء نسبة إلى مروان بن الحكم الذي أجراها بأمر معاوية رضي الله عنه، وقت أن كان عاملاً له على المدينة وكان يسمى الأزرق لزرقة عينيه وماؤها عذب لذيذ.

## وصلات خارجية
- عين الزرقاء.. سقيا ساكني طيبة منذ 1300 عام.
- تاريخ العين الزرقاء يروي لكم سقيا طيبة من القرن الأول حتى القرن الرابع عشر الهجري.